# Роки Појнт (Вашингтон)
Роки Појнт (енгл. Rocky Point) насељено је место без административног статуса у америчкој савезној држави Вашингтон.

## Демографија
По попису из 2010. године број становника је 1.564.
| Група             | 2000.    | 2010.         |
| Белци             | 0 (0,0%) | 1.364 (87,2%) |
| Афроамериканци    | 0 (0,0%) | 20 (1,3%)     |
| Азијати           | 0 (0,0%) | 35 (2,2%)     |
| Хиспаноамериканци | 0 (0,0%) | 54 (3,5%)     |
| Укупно            | 0        | 1.564         |